# Чемпионат России по женской борьбе 2025
Чемпионат России по женской борьбе 2025 года прошёл в Москве с 25 по 26 июня. 24 апреля 2025 года появилась информация, что чемпионат России пройдёт в Москве на Легкоатлетическо-футбольном комплексе ЦСКА. Предварительные схватки будут проходить на 7 коврах, полуфинальные встречи на двух коврах, а малый и большой финалы на 3 коврах.

## Расписание соревнований[2]
| К | Квалификация | У | Утешительные схватки | П | Полуфиналы | Ф | Финалы |

| Вольная борьба (женщины)   |   |   |   |   |
| весовая категория до 50 кг | К | П | У | Ф |
| весовая категория до 53 кг | К | П | У | Ф |
| весовая категория до 55 кг | К | П | У | Ф |
| весовая категория до 57 кг | К | П | У | Ф |
| весовая категория до 59 кг | К | П | У | Ф |
| весовая категория до 62 кг | К | П | У | Ф |
| весовая категория до 65 кг | К | П | У | Ф |
| весовая категория до 68 кг | К | П | У | Ф |
| весовая категория до 72 кг | К | П | У | Ф |
| весовая категория до 76 кг | К | П | У | Ф |

## Медалисты[3]
| Категория | Золото                                       | Серебро                                  | Бронза                                                                  |
| --------- | -------------------------------------------- | ---------------------------------------- | ----------------------------------------------------------------------- |
| До 50 кг  | Наталья Пудова · Хакасия                     | Елизавета Смирнова · Дагестан            | Алдынай Даржаа · Тыва Аяна Ухеева · Бурятия                             |
| До 53 кг  | Наталья Малышева · Хакасия                   | Анжелика Ветошкина · Санкт-Петербург     | Валерия Тюкпиекова · Пермский край Венера Нафикова · Санкт-Петербург    |
| До 55 кг  | Екатерина Вербина · Дагестан                 | Александра Скиренко · Краснодарский край | Кристина Пономарева · Брянская область Виктория Ваулина · Пермский край |
| До 57 кг  | Ольга Хорошавцева · Красноярский край        | Жаргалма Цыремпилова · Бурятия           | Кристина Михнева · Севастополь Наталья Прокопьева · Дагестан            |
| До 59 кг  | Анастасия Сидельникова · Кемеровская область | Ульяна Тукуренова · Бурятия              | Вероника Чумикова · Чувашия Марина Симонян · Ростовская область         |
| До 62 кг  | Амина Танделова · Северная Осетия            | Алина Касабиева · Северная Осетия        | Светлана Липатова · Татарстан Екатерина Кошкина · Татарстан             |
| До 65 кг  | Динара Кудаева · Красноярский край           | Инна Тражукова · Москва                  | Анастасия Яковлева · Чувашия Валерия Дондупова · Бурятия                |
| До 68 кг  | Ханум Велиева · Красноярский край            | Алина Шевченко · Московская область      | Вусала Парфианович · Дагестан Ани Махмудян · Рязанская область          |
| До 72 кг  | Ксения Буракова · Дагестан                   | Олеся Безуглова · Санкт-Петербург        | Светлана Бабушкина · Брянская область Виктория Царева · Санкт-Петербург |
| До 76 кг  | Кристина Шумова · Красноярский край          | Валерия Трифонова · Красноярский край    | Мария Силина · Краснодарский край                                       |